# Fanti (zona)
Fanti, precedentemente denominata Zona 4, è una delle zone amministrative in cui è suddivisa la Regione degli Afar in Etiopia.

## Woreda
La zona è composta da 5 woreda:
- Awra
- Euwa
- Gulina
- Teru
- Yalo